# Stearman PT-17 Kaydet
Boeing Stearman PT-17 Kaydet byl americký dvouplošník smíšené konstrukce s pevným ostruhovým podvozkem, užívaný pro výcvik pilotů v druhé světové válce.

## Vznik

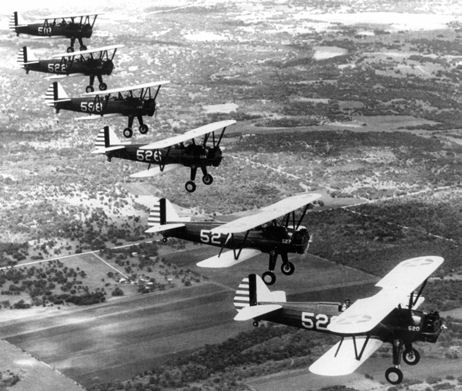
Skupina cvičných PT-17 Stearman USAAF v letu.

V roce 1933 dokončila firma Stearman cvičný stroj Model 70, který již nesl základní rysy budoucích Kaydetů. USAAC tehdy letoun neobjednalo, avšak jako upravený Model 73 byl s vojenským označením NS-1 dodán v počtu 61 kusů US Navy.
Typ zaznamenal rovněž řadu exportních úspěchů, na jejichž základě vznikl v roce 1936 z Modelu A73L3 konečný cvičný Model 75. Civilně registrovaný prototyp v témže roce vzlétl a získal i certifikát ATC 743. Testy u USAAC vyústily v objednávku 26 exemplářů jako typ PT-13 (Primary Trainer) s hvězdicovými motory Lycoming R-680-5 po 158 kW.

## Vývoj

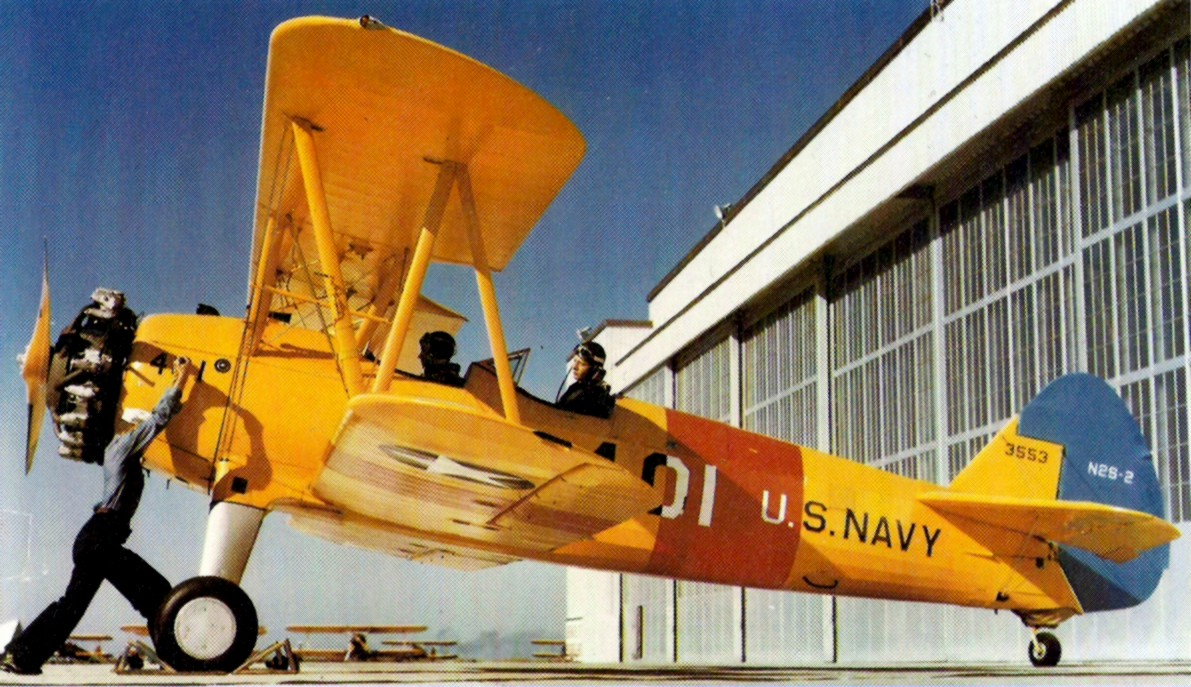
N2S-1 Námořnictva Spojených států amerických, námořní letecká základna v Corpus Christi, 1944

Zakrátko následovala objednávka na 92 kusy PT-13A s pohonnými jednotkami R-680-7 po 162 kW a na 155 kusů PT-13B s motory R-680-11 po 206 kW, z nichž bylo později 6 upraveno na PT-13C určených k nočnímu létání. Během té doby, v roce 1939, došlo k přejmenování společnosti Boeing Airplane Company-Stearman Wichita Division na Boeing Wichita Division. Jméno Stearman se však neoficiálně užívalo i nadále.
Tehdy také vznikl nejrozšířenější Model A75N1, který se od PT-13 odlišoval zabudováním sedmiválcového hvězdicového motoru Continental R-670-4, nebo -5 a nutnými změnami v instalacích. Pro USAAC bylo celkem objednáno 2942 kusů, jejichž dodávky končily v lednu 1943. První variantou byl PT-17, následovala noční modifikace PT-17A, speciální práškovací PT-17B a PT-17C.
„Sedmnáctku“ objednalo rovněž US Navy, které tak získalo 250 kusů jako N2S-1 a 455 kusů v podobě N2S-4. Dále pak typ N2S-2 s Lycomingy R-680-8 a přibližně 2000 N2S-3 s pozdějšími R-670-4.
Pokračováním vývoje vzniklo 150 strojů PT-18 a PT-18A (Model A75J1) s motory Jacobs R-755-7 o výkonu 165 kW. Tři stovky Modelu D75N1 v podstatě shodných s PT-17, ovšem se zimním vybavením, objednalo RCAF, které je užívalo s typovým názvem Kaydet Mk.1. Z administrativních důvodů bylo exportnímu letounu přiděleno i označení USAAF PT-27.
Poslední sériovou verzí pro americké ozbrojené síly se stal typ E75 s motorem Lycoming R-680-17 o 165 kW, odvozený od PT-17C a značený PT-13D. USAAF převzalo 855 kusů, US Navy pak 873 jako N2S-5.

## Služba

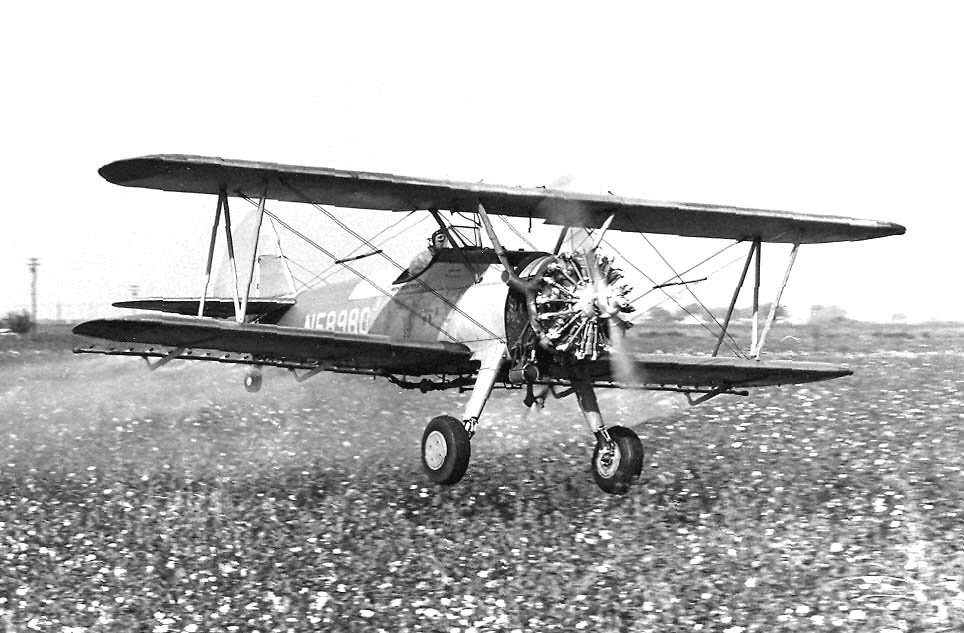
Postřik bavlny letounem Stearman PT-17 Kaydet, 1965

Kaydety sloužily prakticky u všech amerických pilotních škol námořnictva a armády. Typy PT-17 a PT-13 USAAF (později USAF) vyřadilo až koncem 40. let 20. století, US Navy o něco později.
O řadu let déle sloužily exportní verze Modelu 75 a odvozeného bojového Modelu 76, dodávané před válkou, během ní či modifikované z přebytků po jejím skončení v mnoha zemích.
Letouny byly exportovány zejména do zemí jižní a střední Ameriky, ale též do Číny či na Filipíny.
Jedny z posledních exemplářů v řadové službě dolétaly v Izraeli a Mexiku.
Výroba byla ukončena v únoru 1945, do té doby bylo postaveno 10 346 strojů (tento počet uvádí ročenka Jane’s; stránky firmy Boeing uvádějí, že u mateřské firmy vzniklo 8584 letounů). Tato diference vznikla započítáním náhradních dílů a jejich ekvivalentem dokončených letounů. Po válce se tyto oblíbené stroje začaly dostávat k fanouškům létání a sloužily (a někde slouží dodnes) jako civilní sportovní, práškovací a akrobatické letouny.
Na přelomu roku 2015 - 2016 absolvovala Tracey Curtis-Taylor tříměsíční let z Farnborough do Sydney na renovovaném letounu Boeing Stearman s názvem Spirit of Artemis. Let byl zorganizován jako pocta průkopnici letectví Amy Johnson.

## Specifikace

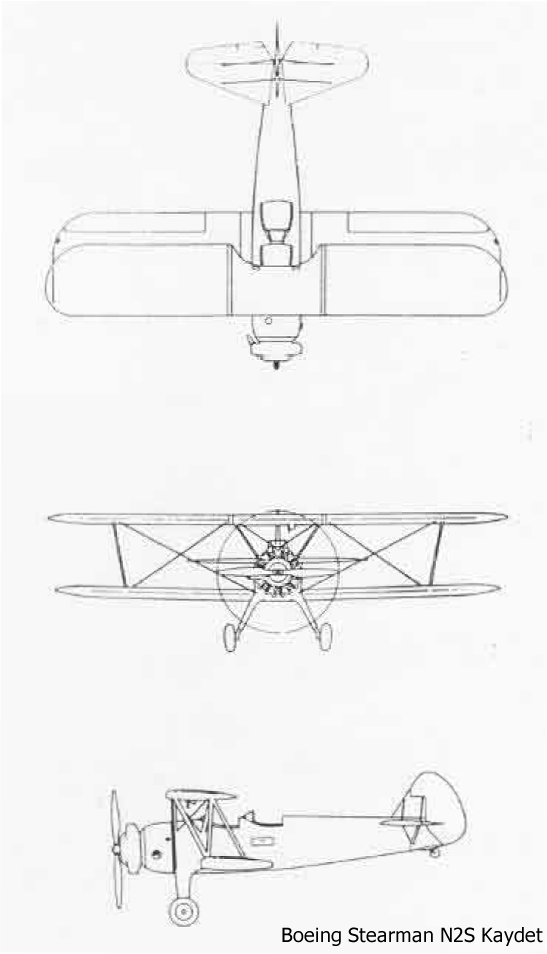
Třípohledový nákres Stearmanu model 75

Údaje platí pro PT-17B

### Hlavní technické údaje
- Rozpětí: 9,80 m
- Délka: 7,62 m
- Výška: 2,80 m
- Nosná plocha: 27,63 m²
- Hmotnost prázdného letounu: 876 kg
- Vzletová hmotnost : 1236 kg

### Výkony
- Maximální rychlost u země: 200 km/h
- Cestovní rychlost: 170 km/h
- Počáteční stoupavost: 4,4 m/s
- Dostup: 3415 m
- Dolet: 815 km

## Galerie

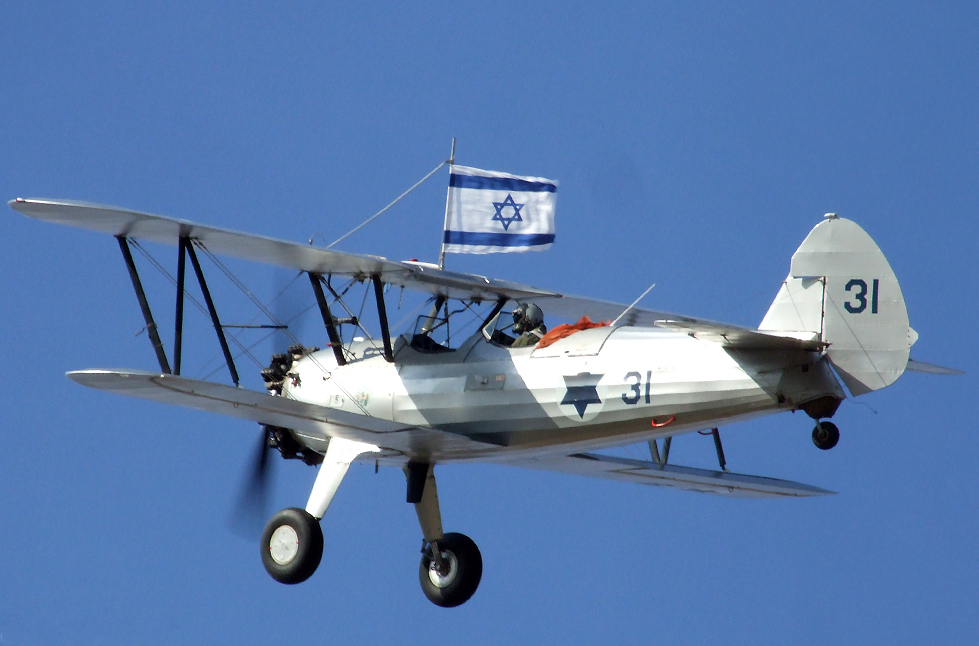
Stearman Kaydet Chel Ha Avir
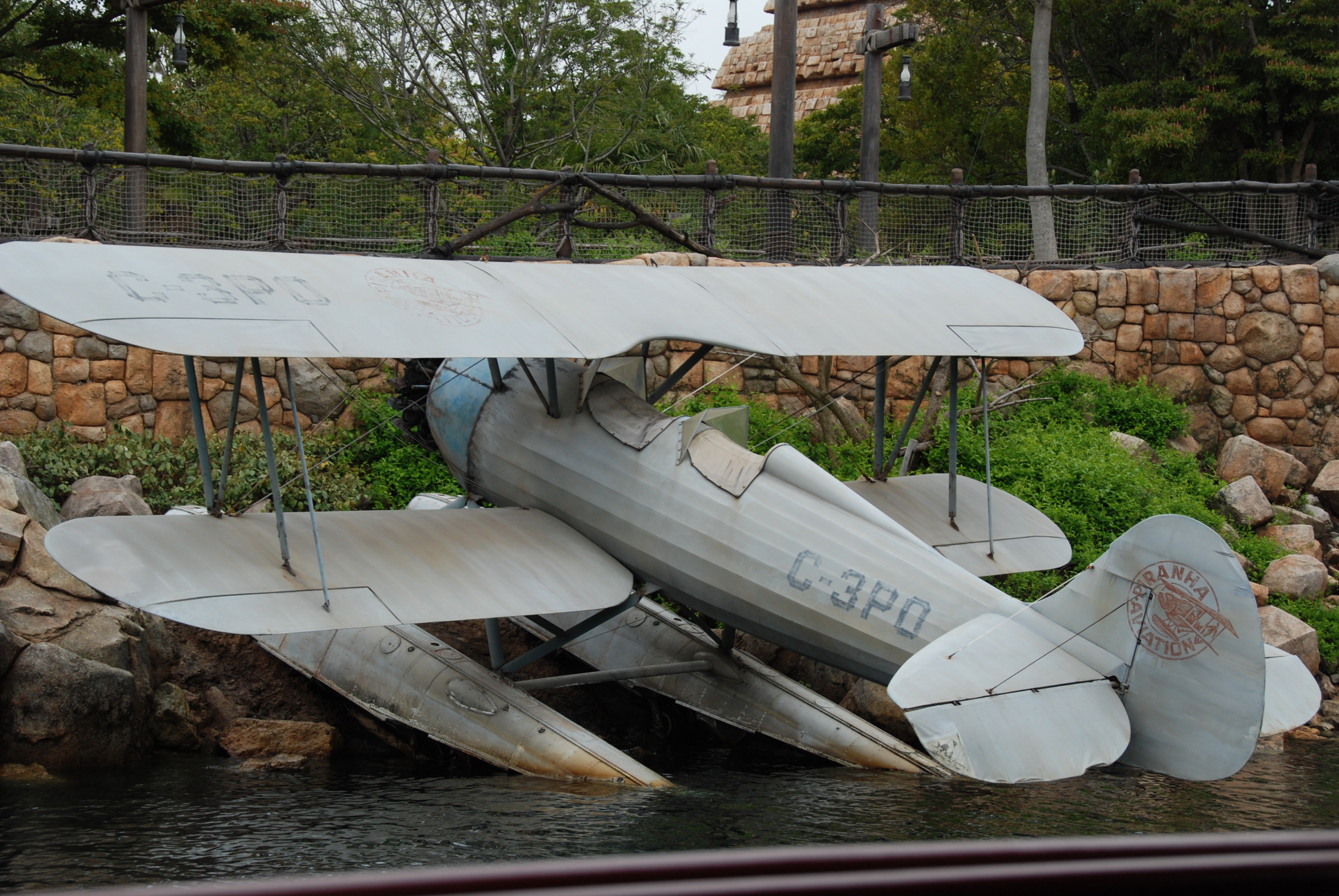
Stroj vybavený plováky
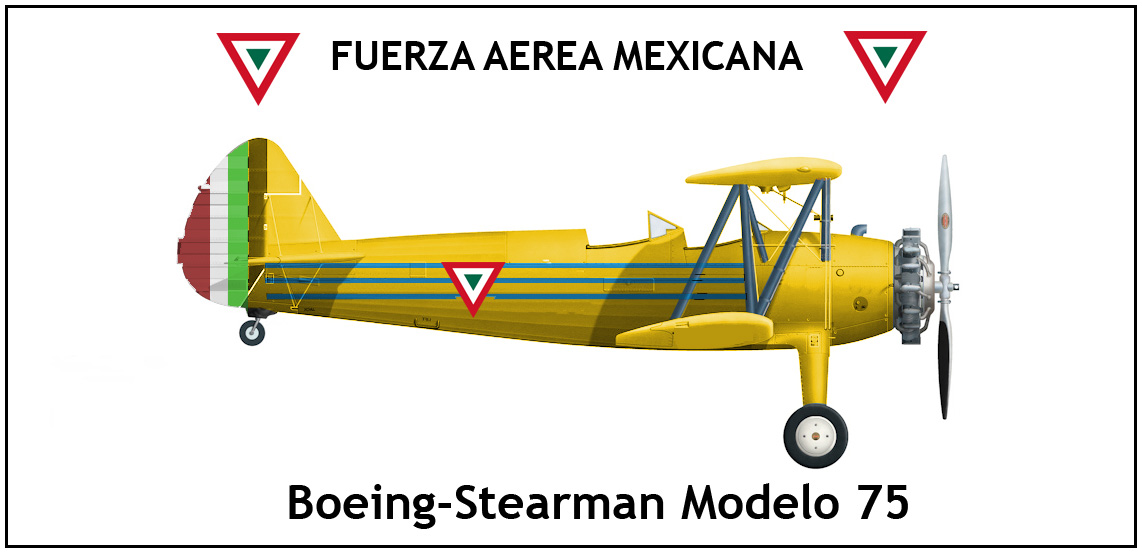
Boeing-Stearman Model 75, v barvách Fuerza Aérea Mexicana
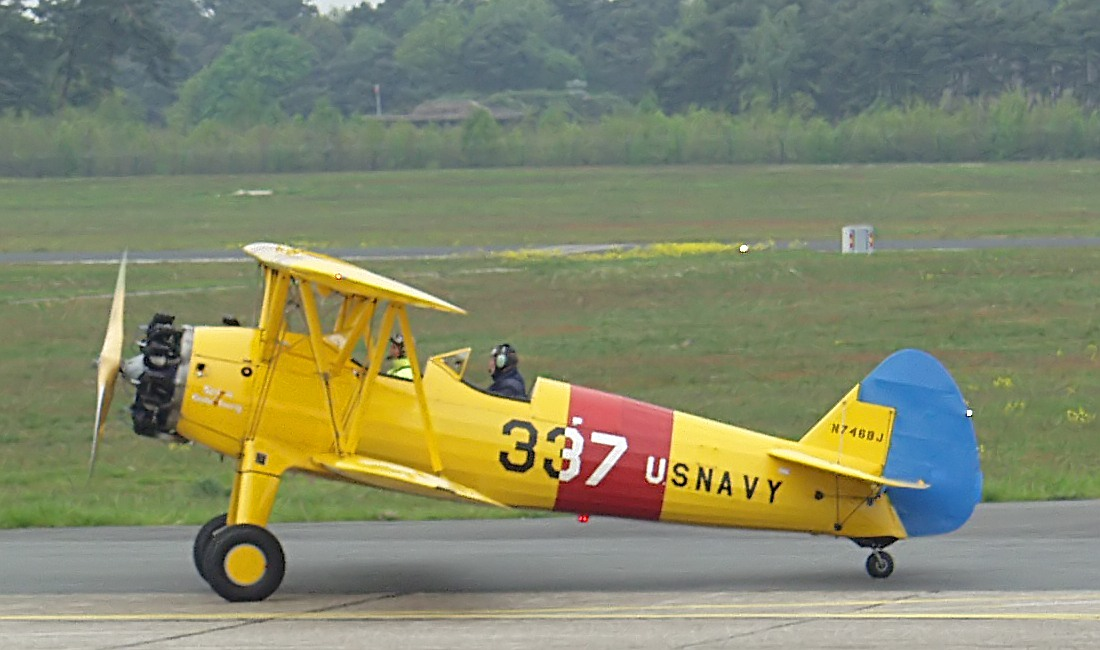
Boeing PT-17 Stearman (N746BJ) v roce 2004 v Německu
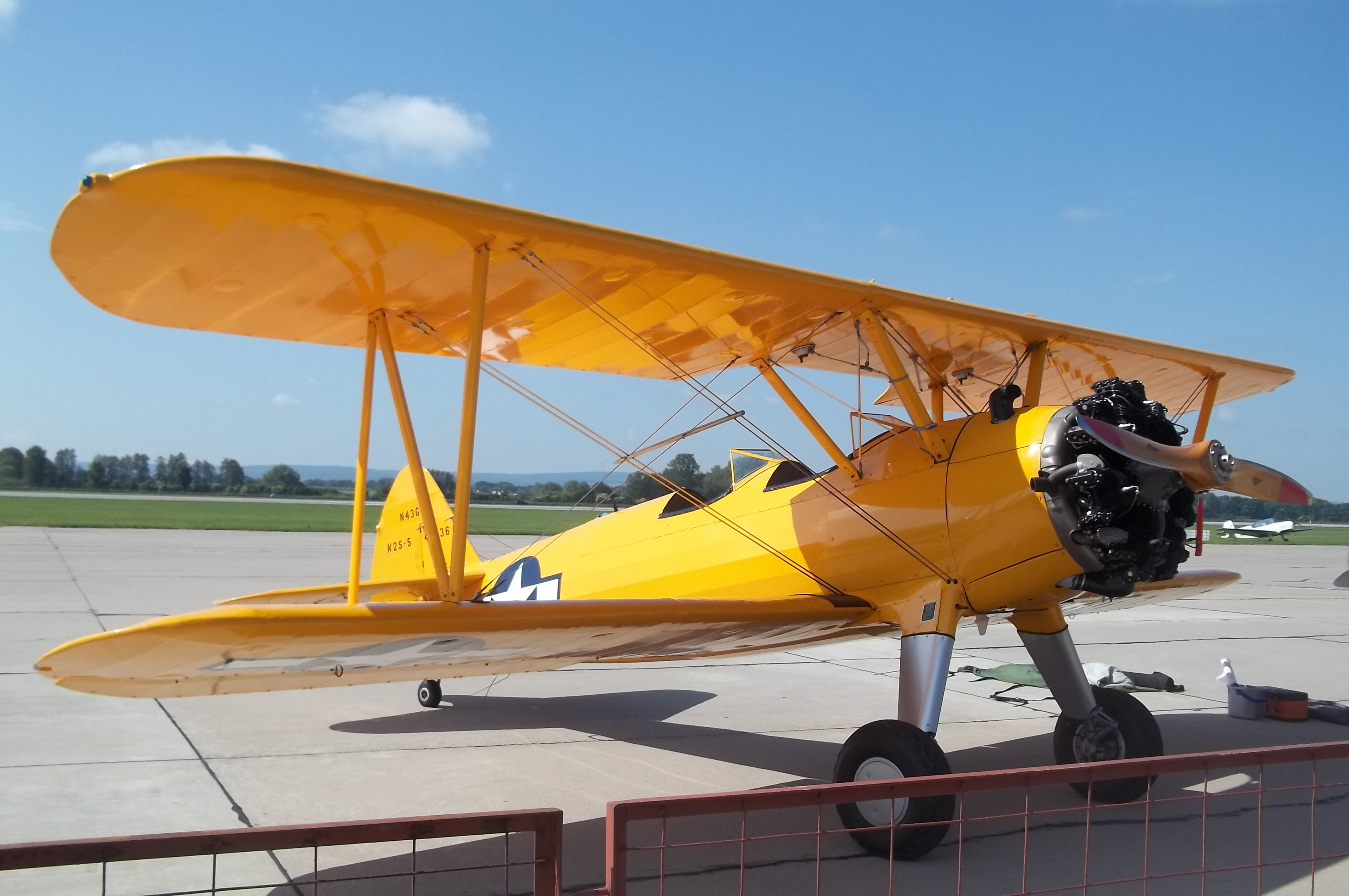
Stearman v Pardubicích